# Jenny Palmqvist
Jenny Palmqvist (2 novembre 1969) è un arbitro di calcio svedese.

## Biografia
Palmqvist è nata in Corea del Sud, ma è cresciuta in Svezia. È alta 1.65 m e parla fluentemente lo svedese e l'inglese.

## Carriera
Palmqvist è internazionale dal 2002 e dirige sia partite del campionato del proprio paese sia partite internazionali. Tra le partite più importanti che ha diretto si annoverano una finale della UEFA Women's Champions League nel 2012 e una finale del torneo di calcio femminile alle Olimpiadi estive del 2004.